# Rodriguezia ricii
Rodriguezia ricii är en orkidéart som beskrevs av Roberto Vásquez och Dodson. Rodriguezia ricii ingår i släktet Rodriguezia och familjen orkidéer. Inga underarter finns listade i Catalogue of Life.